# Ludwig Altenhöfer
Ludwig Altenhöfer (* 8. Dezember 1921 in Würzburg; † 26. Dezember 1974 ebenda) war ein deutscher Schriftsteller, Journalist und Politiker (CSU).
Nach seinem Abitur studierte Altenhöfer an der Akademie der bildenden Künste in München, später Philosophie, Geschichte und Kunstgeschichte an den Universitäten München und Würzburg. Nach dem Zweiten Weltkrieg arbeitete er als Bildhauer und Journalist, ferner war er Chefredakteur mehrerer Zeitschriften und Wochenzeitungen, darunter zwischen 1961 und 1966 die Allgemeine Deutsche Sonntagszeitung.  Außerdem gehörte er zahlreichen Verbänden und Vereinen an, wo er teilweise auch Vorsitzender war.
Altenhöfers politische Tätigkeit begann bei der Katholischen Jugendbewegung. In der Zeit des Nationalsozialismus führte er eine Widerstandsgruppe und war politischer Häftling. Nach dem Krieg wurde er als politisch Verfolgter anerkannt. 1942 wurde er von der Gestapo verhaftet.  1945 war er Mitbegründer der CSU  und von da an deren Geschäftsführer sowie Bezirksgeschäftsführer von Unterfranken. In der Partei war er Bezirksvorsitzender der Jungen Union, Ortsvorsitzender, Mitglied des Kreis-, Bezirks- und Landesvorstandes sowie des Parteitags und Parteiausschusses. Von 1962 bis 1970 gehörte er dem unterfränkischen Bezirkstag an. Am 10. Oktober 1972 rückte er für den ausgeschiedenen Reinhold Vöth in den Bayerischen Landtag nach, dem er bis zum Ende der Wahlperiode, wenige Wochen vor seinem Tod, angehörte.

## Werke
- Ludwig Altenhöfer: Aktion Grün – Jugend im Widerstand gegen die NS-Diktatur. ISBN 978-3-87868-537-1.
- Ludwig Altenhöfer: Silvester 1999 - Ein Bericht aus dem Jahre 2000. Arena, Würzburg 1966, S. 100.